# Yoshitaka Tamaki
Pour les articles homonymes, voir Tamaki (homonymie).
Yoshitaka Tamaki (玉木 美孝, Tamaki Yoshitaka) est un illustrateur et character designer japonais né le 8 octobre 1967 à Yokohama et mort le 13 juillet 2023,. Il s'est spécialisé dans le jeu vidéo et est surtout connu pour ses travaux sur la série Shining. Il a également réalisé quelques courts mangas généralement basés sur l'univers des jeux dont il a eu la charge.

## Jeux vidéo
- Fangs: The Saga of Wolf Blood (PC-88)
- Shining in the Darkness (Mega Drive)
- Shining Force (Mega Drive)
- Landstalker (Mega Drive)
- Lady Stalker (Super Famicom)
- FEDA (Super Nintendo)
- FEDA Remake! (Saturn)
- FEDA 2: White Surge the Platoon (PlayStation)
- Alundra (PlayStation)
- RPG Tsukuru 4 (PlayStation)
- Time Stalkers (Dreamcast)
- Shining Soul (Game Boy Advance)
- Shining Soul 2 (Game Boy Advance)
- Shining Force Neo, pour les monstres (PlayStation 2)
- Shining Tears (PlayStation 2)
- Impetuth (Windows XP/Vista)

## Mangas et autres travaux
- Doom Blade, qui se déroule dans le monde de Shining in the Darkness
- FEDA
- Landstalker: Heart of Diamond, une courte nouvelle de type fanfiction avec quelques illustrations de Tamaki.